# Sygic
Sygic ist ein slowakischer Softwarehersteller und Anbieter von Navigationsprogrammen für Smartphones und Tablets mit Sitz in Bratislava.
Mit über 200 Millionen Downloads (Stand 2017) vertreibt Sygic mit Sygic GPS Navigation die weltweit meistbenutzte Offline-Navigationssoftware für Smartphones.

## Geschichte
Sygic wurde 2004 von Michal Štencl, Martin Kališ und Peter Pecho gegründet. Als Geschäftsführer fungiert seitdem Michal Štencl. In der Frühphase war es Ziel des Unternehmens, eine zuverlässige Navigationssoftware für möglichst viele Nutzer und unabhängig von damaligen Betriebssystemen zu entwickeln. Diese Besonderheit ermöglichte Sygic den nahtlosen Übergang auf die 2007 aufkommenden Smartphones und dadurch die Veröffentlichung der ersten GPS-Navigations-App. Mit dem Erwerb des tschechischen Startups Tripomatic 2016 erweiterte das Unternehmen sein Profil auf die Bereiche Reiseplanung und Tourismus.

## Produkte

### GPS-Navigation
Das wichtigste Produkt von Sygic ist die weltweit meistbenutzte Offline-Navigationsanwendung. Sygic bezieht sein Kartenmaterial von TomTom und lagert die Karten im Speicher des Smartphones. Der eigene Standort wird über GPS mit der Karte abgeglichen. Dadurch ist bei der Navigation keine zusätzliche Internetverbindung nötig. Aus diesem Grund ähneln Aufbau und Design von Sygic GPS Navigation eher einem herkömmlichen Navigationssystem. Die Software ist kostenlos, der Funktionsumfang jedoch, bis auf eine einwöchige Testphase, eingeschränkt und kann nur durch Erwerb einer Premium-Lizenz erweitert werden. Es handelt sich also um ein Freemium-Modell.
Zusätzliche Funktionen für Bezahlkunden sind zum Beispiel:
- Sprachsteuerung und Sprachführung
- Verkehrslagedienst mit automatischer Routenberechnung
- Verkehrszeichenerkennung
- erweiterte Voreinstellungen für die Navigation
- die Möglichkeit, Benzinpreise an Tankstellen zu vergleichen
- Tempo- und Spurhalteassistent
- Dashcam
- Real World Navigation (Routenführung wird durch 360-Grad-Bilder der Umgebung ergänzt)
- Head-Up-Display (Spiegelung des Smartphone-Displays auf der Windschutzscheibe)

### Car Navigation; Truck Navigation; Taxi Navigation
Diese Produkte basieren auf Sygic GPS Navigation, weisen aber eine erweiterte Funktionalität für den Einsatz in spezifischen Bereichen auf. So können Kraftfahrer bei Truck Navigation beispielsweise die Fahrzeugparameter festlegen, Car Navigation bietet Car-Connectivity, und Taxi Navigation enthält eine Auftragsplanung.

### Speed Cameras
Eine eigene Anwendung, spezialisiert auf Blitzer und Radarfallen.

### Family Locator
Eine GPS-basierte Ortungs-App zur Positionsbestimmung von Familienmitgliedern. Die App erstellt ein umfangreiches Bewegungsprofil, bestimmte Bereiche können als „gefährlich“ bzw. „ungefährlich“ gekennzeichnet werden. Software dieser Art wird kontrovers diskutiert. Viele Anbieter werben explizit mit der Überwachung der eigenen Kinder oder des Partners. Die Funktion kann aber beispielsweise auch bei Drogen- oder Alkoholabhängigen mit Rückfallgefahr eingesetzt werden, um ein rechtzeitiges Eingreifen zu ermöglichen. Auch beim Umgang mit Pflegebedürftigen Demenzkranken, die sich häufig verlaufen, kann Software dieser Art für die Familie eine Erleichterung bedeuten. In jedem Fall ist das Recht auf informationelle Selbstbestimmung der Betroffenen zu beachten.

### Travel
Für Planung von Reisen und Ausflügen.

## Lizenzen
Die Lizenzen sind auf Lebenszeit gültig. Sie können auch von alten auf neue Geräte übertragen werden. Auch das Freischalten einzelner Funktionen ist möglich, jedoch zu einem höheren Preis.

## Kritik
2012 stellte die Stiftung Warentest im Rahmen einer Studie bei Sygic eine mangelnde Verschlüsselung der Nutzerdaten fest.
Damals hat Sygic viele Plattformen unterstützt, bei denen die Datenverschlüsselung nicht immer möglich war. Deswegen hat Sygic keine verschlüsselten Protokolle verwendet. Doch derzeit hat sich die Zahl der von Sygic unterstützten Plattformen verringert, und es werden ausschließlich verschlüsselte Verbindungen verwendet. Auch die Plattformen selbst setzen dies strikt voraus. Sygic hat außerdem begonnen, den oauth2-Standard zu verwenden, und verfügt ab dem 15. November 2021 auch über TLS-Zwischenkompatibilität. Damit entsprechen wir in jeder Hinsicht den aktuellen Industriestandards.
Der norwegische Rundfunk NRK veröffentlichte 2020 einen Bericht über die gemeinsame Nutzung von Daten durch Sygic und Dutzende anderer mobiler Apps mit Partnern, die angeblich zu Zwecken wie der Betrugserkennung, der Strafverfolgung und der nationalen Sicherheit mit Datenvermittlern wie Gravy Analytics, einem Unternehmen von Ventell, ausgetauscht wurden. Weder Gravy Analytics noch Ventell sind Partner von Sygic, und es gibt keinerlei Beweise dafür, dass die Quelle der genannten Daten Sygic war.

## Trivia
In einem für den satirischen Videowettbewerb Every Second Counts erstellten Video über die Slowakei wird Sygic mit dem Hinweis erwähnt: „es helfe bei der Navigation von Mexikanern in ein anderes Land“.